# Слобода (Горский сельсовет, Могилёвская область)
Слобода́ (бел. Слабада) — деревня в составе Горского сельсовета Горецкого района Могилёвской области Республики Беларусь.

## Население
- 1999 год — 157 человек
- 2010 год — 72 человека